# Vlag van Bhutan

Vlag van Bhutan (ratio 2:3)

Variant van de vlag van Bhutan met een anders weergegeven draak

De vlag van Bhutan bestaat uit een witte Chinese draak over een gele en oranje achtergrond. De vlag wordt verdeeld door een diagonaal van de linkeronderhoek naar de rechterbovenhoek, zodat deze twee driehoeken vormt. De bovenste driehoek is geel en de onderste oranje. De draak is gecentreerd op de scheidslijn en kijkt weg van de hijszijde.

## Symboliek
De draak vertegenwoordigt Druk, of de Donderdraak, en daarmee de naam van het land in het Tibetaans (Druk Yul of Druk Tsendhen; Land van de (Donder)draak). De draak is in de Chinese mythologie een teken van geluk. De draak heeft juwelen in zijn handen, hetgeen weelde symboliseert. De gele kleur staat voor de seculiere monarchie, terwijl het oranje staat voor het boeddhisme.
De vlag is een van de weinige vlaggen die oranje als een prominente kleur gebruiken en een van de twee nationale vlaggen met een draak; de andere is de vlag van Wales.

## Geschiedenis
Deze vlag is, met kleine aanpassingen, in gebruik sinds de negentiende eeuw. De huidige vorm wordt gebruikt sinds 1969 en is op 8 juni 1972 officieel vastgelegd.

De eerste Bhutanese vlag. (1949-1956)
De tweede Bhutanese vlag. (1956-1969)